# Buzz Aldrin
Buzz Aldrin, fino al 1988 noto come Edwin Eugene Aldrin, Jr. (Montclair, 20 gennaio 1930), è un astronauta, aviatore e ingegnere statunitense, noto soprattutto per essere stato il secondo uomo ad aver calpestato il suolo lunare, nell'ambito della missione Apollo 11, insieme al comandante Neil Armstrong.
Aldrin si laureò presso la United States Military Academy nel 1951 in ingegneria meccanica. Venne arruolato nell'aeronautica militare statunitense e prestò servizio come pilota di jet da combattimento durante la guerra di Corea. Partecipò a 66 missioni di combattimento e abbatté due velivoli MiG-15.
Dopo aver conseguito un dottorato in astronautica presso il Massachusetts Institute of Technology, Aldrin venne selezionato come membro del terzo gruppo di astronauti della NASA, divenendo il primo astronauta con un dottorato. La sua tesi di dottorato, Line-of-Sight Guidance Techniques for Manned Orbital Rendezvous, gli procurò il soprannome di "Dr. Rendezvous" da parte degli altri astronauti. Il suo primo volo spaziale fu nel 1966 nella missione Gemini 12 durante il quale trascorse più di cinque ore in attività extraveicolare. Tre anni dopo, Aldrin mise piede sulla Luna, alle 03:15:16 del 21 luglio 1969 (UTC), 19 minuti dopo che Armstrong aveva toccato la superficie, mentre il pilota del modulo di comando Michael Collins rimaneva in orbita lunare.
Dopo aver lasciato la NASA nel 1971, divenne comandante della U.S. Air Force Test Pilot School. L'anno seguente si ritirò dall'Aeronautica militare, dopo 21 anni di servizio. Le sue autobiografie Return to Earth, (1973) e Magnificent Desolation (2009), raccontano le sue battaglie con la depressione clinica e l'alcolismo negli anni dopo aver lasciato la NASA. In seguito continuò a sostenere l'esplorazione spaziale, in particolare una missione umana su Marte e sviluppò il Cycler Aldrin, una speciale traiettoria per le navette spaziali che rendeva possibile raggiungere il pianeta rosso utilizzando meno tempo e meno propellente. Nella sua carriera ricevette numerosi riconoscimenti, tra cui la Presidential Medal of Freedom nel 1969 ed è elencato in diverse Hall of Fame.

## Biografia

### Prima infanzia e istruzione
Aldrin nacque come Edwin Eugene Aldrin Jr. il 20 gennaio 1930 al Mountainside Hospital di Glen Ridge, nel New Jersey. I suoi genitori, Edwin Eugene Aldrin Sr. e Marion Aldrin, vivevano nella vicina Montclair. Suo padre fu un aviatore dell'esercito durante la prima guerra mondiale e assistente comandante della scuola piloti collaudatori dell’esercito a McCook Field, in Ohio, dal 1919 al 1922, ma lasciò l'esercito nel 1928 diventando dirigente alla Standard Oil. Aldrin aveva due sorelle: Madeleine, più grande di quattro anni, e Fay Ann, più grande di un anno e mezzo. Il suo soprannome, che divenne il suo nome legale nel 1988, nacque perché Fay pronunciava male la parola "brother" come "buzzer", poi abbreviato in "Buzz". Fu un Boy Scout, raggiungendo il grado di Tenderfoot Scout.
Aldrin ottenne ottimi risultati scolastici, mantenendo una media di A. Giocava a football americano ed era il centro titolare per la squadra della Montclair High School, campione di stato imbattuta del 1946. Suo padre voleva che entrasse nella United States Naval Academy di Annapolis, Maryland, e lo iscrisse alla vicina Severn School, una scuola preparatoria per Annapolis, assicurandogli anche una nomina alla Naval Academy da parte di Albert W. Hawkes, uno dei senatori degli Stati Uniti per il New Jersey. Aldrin frequentò la Severn School nel 1946, ma aveva altre idee per la sua futura carriera. Soffriva di mal di mare e considerava le navi una distrazione dal pilotare aerei. Affrontò suo padre e gli disse di chiedere a Hawkes di cambiare la nomina per la Accademia militare di West Point.
Aldrin entrò a West Point nel 1947. Ottenne ottimi risultati accademici, giungendo primo nella sua classe durante il suo anno da matricola. Fu anche un eccellente atleta, gareggiando nel salto con l'asta per la squadra di atletica leggera dell’accademia. Nel 1950, viaggiò con un gruppo di cadetti in Giappone e nelle Filippine per studiare le politiche di governo militare di Douglas MacArthur. Durante il viaggio scoppiò la Guerra di Corea. Il 5 giugno 1951 Aldrin si diplomò terzo nella classe del 1951 con una laurea in ingegneria meccanica.

### Carriera militare
Tra i migliori della sua classe, Aldrin poté scegliere dove prestare servizio. La sua preferenza ricadde sulla United States Air Force, che era diventata un servizio separato nel 1947 mentre Aldrin era ancora a West Point e non aveva ancora una propria accademia. Un accordo del 1949 permetteva fino al 25 percento delle classi di laurea di West Point e Annapolis di arruolarsi volontariamente nell’Air Force. Tra il 1950, quando l’accordo divenne effettivo, e il 1959, quando si diplomò la prima classe della United States Air Force Academy, circa 3200 cadetti di West Point e allievi di Annapolis optarono per questa scelta. Fu nominato second lieutenant e seguì l’addestramento di volo base su T-6 Texan presso la Bartow Air Base in Florida. Tra i suoi compni di corso c’era Sam Johnson, che in seguito divenne prigioniero di guerra in Vietnam; i due divennero amici. A un certo punto Aldrin tentò una doppia virata di Immelmann su un T-28 Trojan e subì una momentanea perdita della vista. Si riprese in tempo per uscire dalla manovra a circa 2 000 piedi (610 m), evitando un incidente mortale.

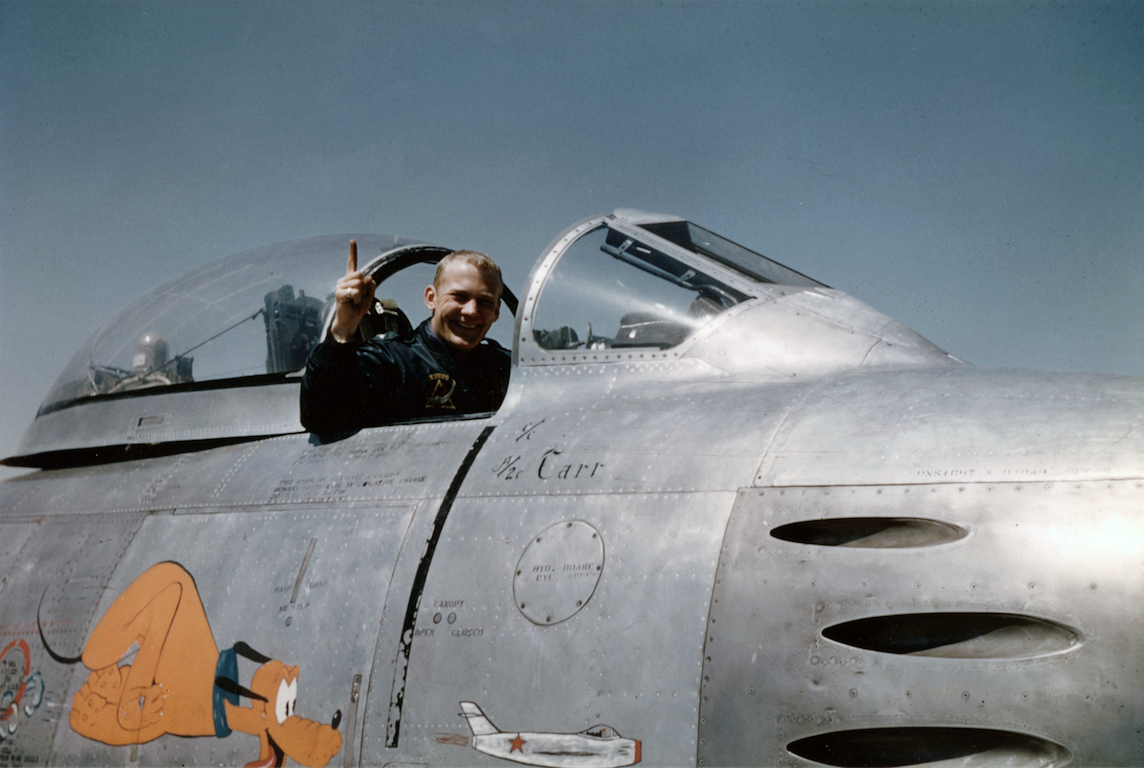
Aldrin nella cabina di pilotaggio di un 51st Fighter Wing F-86 Sabre dopo aver abbattuto un caccia MiG-15 durante la Guerra di Corea

Quando Aldrin si trovò a diver decidere quale tipo di aereo pilotare, suo padre gli consigliò di scegliere i bombardieri perché comandare un equipaggio di bombardieri dava l’opportunità di apprendere e affinare le capacità di leadership, aprendo migliori prospettive di carriera. Aldrin invece scelse di pilotare caccia. Si trasferì, eprtanto, alla Nellis Air Force Base a Las Vegas, dove imparò a volare su F-80 Shooting Star e F-86 Sabre. Come la maggior parte dei piloti di caccia a reazione dell’epoca, preferiva quest’ultimo.
Nel dicembre 1952 Aldrin fu assegnato al 16th Fighter-Interceptor Squadron, che faceva parte del 51st Fighter Wing. All’epoca la base era a Suwon Air Base, circa 20 miglia (32 km) a sud di Seoul. Il reparto era impegnato in operazioni di combattimento nella Guerra di Corea. Durante un volo di acclimatazione il suo sistema principale di alimentazione si bloccò a piena potenza, rischiando di esaurire tutto il carburante. Riuscì a bypassare il sistema manualmente, ma questo richiedeva tenere premuto un pulsante, rendendo impossibile l’uso della radio. Riuscì a tornare indietro sotto silenzio radio imposto. Volò in 66 missioni di combattimento con l'F-86 in Corea e abbatté due caccia MiG-15.
Il primo MiG-15 che riuscì ad abbattere fu il 14 maggio 1953. Aldrin volava circa 5 miglia (8,0 km) a sud del fiume Yalu, quando vide due MiG-15 sotto di lui. Aldrin aprì il fuoco su uno dei MiG, il cui pilota forse non lo aveva visto arrivare. L’edizione dell’8 giugno 1953 della rivista Life pubblicò un filmato preso dalla telecamera da combattimento di Aldrin che mostrava il pilota eiettarsi dall’aereo danneggiato.

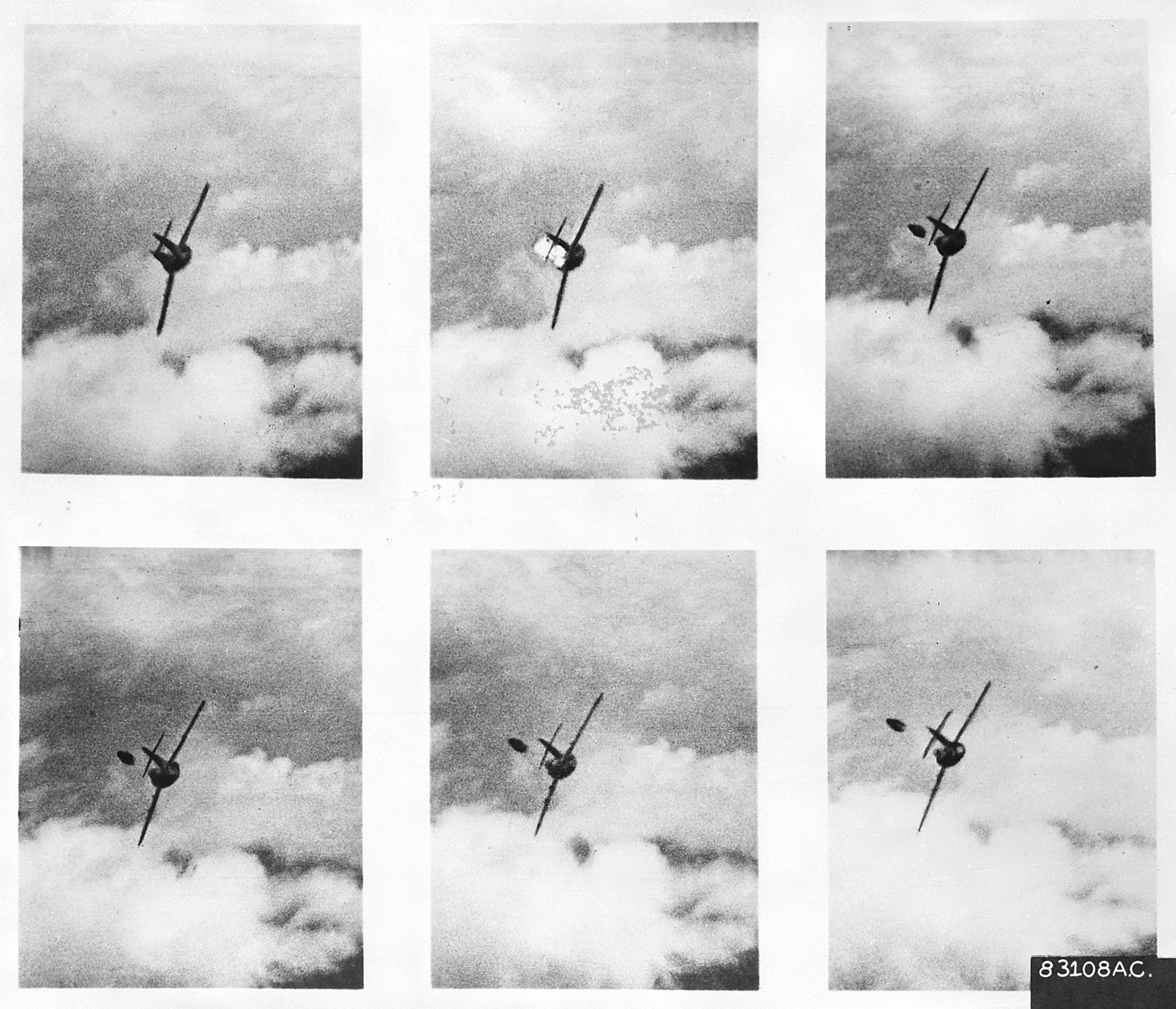
Filmato della telecamera di Aldrin pubblicato su Life

La seconda vittoria aerea di Aldrin avvenne il 4 giugno 1953, quando scortò aerei del 39th Fighter-Interceptor Squadron in un attacco a una base aerea in Corea del Nord. I loro aerei più recenti erano più veloci del suo e Aldrin aveva difficoltà a seguirli. Vide poi un MiG arrivare dall’alto. Questa volta Aldrin e il suo avversario si videro quasi contemporaneamente. Eseguirono una serie di manovre a forbice, cercando di posizionarsi alle spalle dell’altro. Aldrin ci riuscì per primo, ma il suo mirino si inceppò. Mirò manualmente e sparò. Poi dovette tirarsi fuori, poiché i due aerei erano troppo bassi per continuare il combattimento. Aldrin vide il tettuccio del MiG aprirsi e il pilota uscire con il paracadute, sebbene se non era sicuro che il paracadute si fosse aperto in tempo. Per il servizio in Corea ricevette due Distinguished Flying Cross e tre Air Medals.
Il suo anno di servizio si concluse nel dicembre 1953, quando i combattimenti in Corea erano terminati. Aldrin fu assegnato come istruttore di artiglieria aerea a Nellis. Nel dicembre 1954 divenne aiutante di campo del brigadier generale Don Zabriskie Zimmerman, il preside della neonata United States Air Force Academy, inaugurata nel 1955. Nello stesso anno si diplomò alla Squadron Officer School presso la Maxwell Air Force Base in Alabama. Dal 1956 al 1959 pilotò F-100 Super Sabre equipgiati con armamenti nucleari come comandante di volo nel 22nd Fighter Squadron, 36th Fighter Wing, basato alla Bitburg Air Base nella Germania Ovest. Tra i suoi colleghi di squadriglia c’era Ed White, che era stato un anno dopo di lui a West Point. Dopo che White lasciò la Germania Ovest per studiare un master in ingegneria aeronautica presso l’Università del Michigan, scrisse ad Aldrin incoraggiandolo a fare altrettanto.

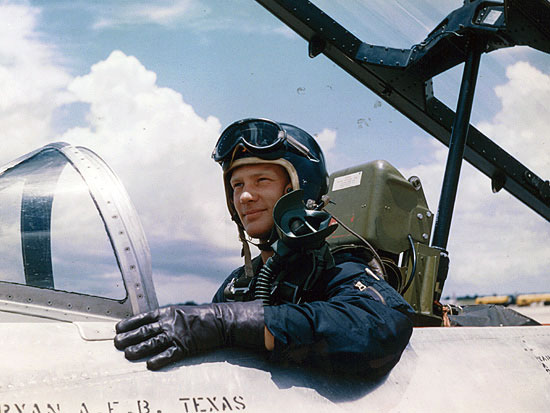
Aldrin nella cabina di pilotaggio di un Lockheed T-33 Shooting Star come istruttore alla Bryan Air Force Base, Texas

Attraverso l’Air Force Institute of Technology, Aldrin si iscrisse come studente laureato al Massachusetts Institute of Technology (MIT) nel 1959 con l’intenzione di conseguire un master. Richard Battin era il professore del corso di astrodinamica. Due altri ufficiali USAF che divennero astronauti, David Scott e Edgar Mitchell, seguirono il corso in quel periodo. Un altro ufficiale USAF, Charles Duke, seguì il corso e scrisse la sua tesi di master nel 1964 al MIT sotto la supervisione di Laurence R. Young.
Aldrin apprezzò i corsi e presto decise di conseguire un dottorato. Nel gennaio 1963 ottenne un titolo di dottorato in scienze in astronautica. La sua tesi di dottorato fu Line-of-Sight Guidance Techniques for Manned Orbital Rendezvous, la cui dedica recitava: "Nella speranza che questo lavoro possa in qualche modo contribuire alla esplorazione dello spazio, è dedicato ai membri degli equipgi degli attuali e futuri programmi spaziali con equipaggio di questo paese. Se solo potessi unirli nelle loro entusiasmanti imprese!" Aldrin scelse la sua tesi sperando che potesse aiutarlo a essere selezionato come astronauta, anche se questo significava rinunciare all'addestramento da pilota collaudatore, ch<e all'epoca era un prerequisito.
Dopo aver completato il dottorato, Aldrin fu assegnato all'Ufficio Obiettivi Gemini della Divisione Sistemi Spaziali dell'Air Force a Los Angeles, in cui collaborò con la Lockheed Aircraft Corporation per migliorare le capacità di manovra dell'Agena target vehicle che sarebbe stato utilizzato dalla NASA nel Programma Gemini. Fu poi inviato all'ufficio sul campo della Divisione Sistemi Spaziali presso il Manned Spacecraft Center della NASA a Houston, dove fu coinvolto nell'integrazione di esperimenti del Dipartimento della Difesa nei voli parte del Programma Gemini.

### Carriera alla NASA

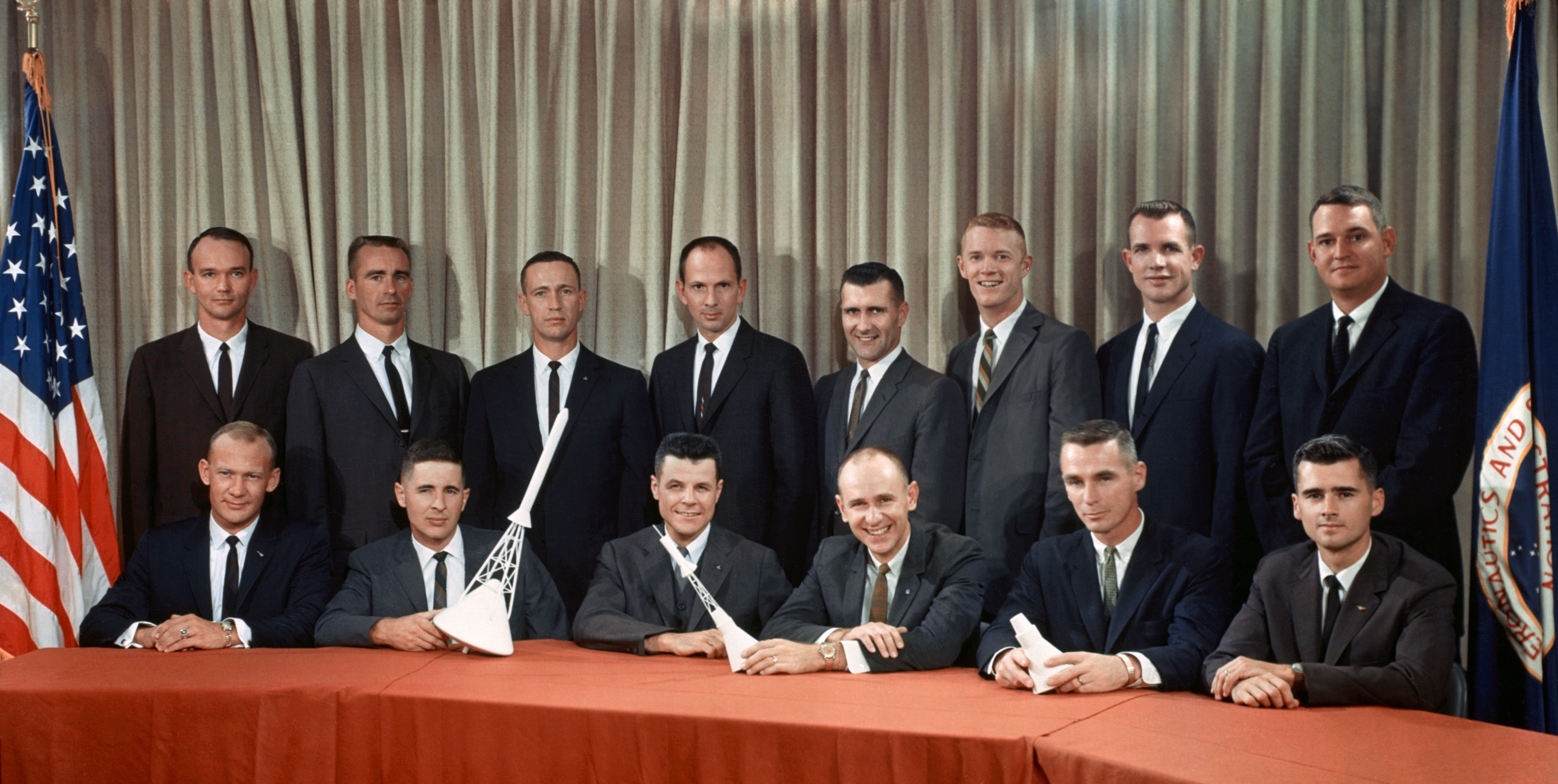
Terzo gruppo astronauti NASA. Seduti da sinistra: Buzz Aldrin, William Anders, Charles Bassett, Alan Bean, Eugene Cernan, Roger Chaffee.
In piedi da sinistra: Michael Collins, Walter Cunningham, Donn Eisele, Theodore Freeman, Richard Gordon, Russell Schweickart, David Scott, Clifton Williams.

Aldrin inizialmente fece domanda per entrare nel corpo astronauti quando fu selezionato il secondo gruppo astronauti nel 1962 ma la sua domanda fu respinta perché non era un pilota collaudatore. Aldrin era a conoscenza di questo requisito e chiese una deroga, ma la richiesta fu rifiutata. Il 15 maggio 1963, la NASA annunciò un nuovo ciclo di selezioni, questa volta con il requisito che i candidati avessero esperienza come pilota collaudatore o 1000 ore di volo su aerei a reazione. Aldrin aveva oltre 2500 ore di volo, di cui 2200 su jet. La sua selezione come uno dei quattordici membri del terzo gruppo astronauti della NASA fu annunciata il 18 ottobre 1963. Questo fece di lui il primo astronauta con un dottorato che, unito alla sua competenza in meccanica orbitale, gli valse il soprannome di "Dr. Rendezvous" dai suoi colleghi astronauti. Sebbene Aldrin fosse sia il più istruito che il più esperto in materia di rendezvous nel corpo astronauti, era consapevole che il soprannome non sempre fosse inteso come un complimento. Al termine dell'addestramento iniziale, a ogni nuovo astronauta venne assegnato un campo di competenza; per Aldrin furono la pianificazione della missione, l'analisi della traiettoria e i piani di volo.

### Programma Gemini
Jim Lovell e Aldrin furono selezionati come equipaggio di riserva di Gemini 10, rispettivamente come comandante e come pilota. Gli equipaggi di riserva solitamente diventavano l’equipaggio principale della terza missione successiva, ma l'ultima missione prevista del programma era Gemini 12. La morte, il 28 febbraio 1966, dell’equipaggio principale di Gemini 9, Elliot See e Charles Bassett, in un incidente aereo, portò Lovell e Aldrin a essere anticipati di una missione come equipaggio di riserva per Gemini 9, posizionandoli così come equipaggio principale per Gemini 12. Furono quindi annunciati ufficialmente cone equipaggio principale il 17 giugno 1966, mentre Gordon Cooper e Gene Cernan erano le loro riserve.

#### Gemini 12

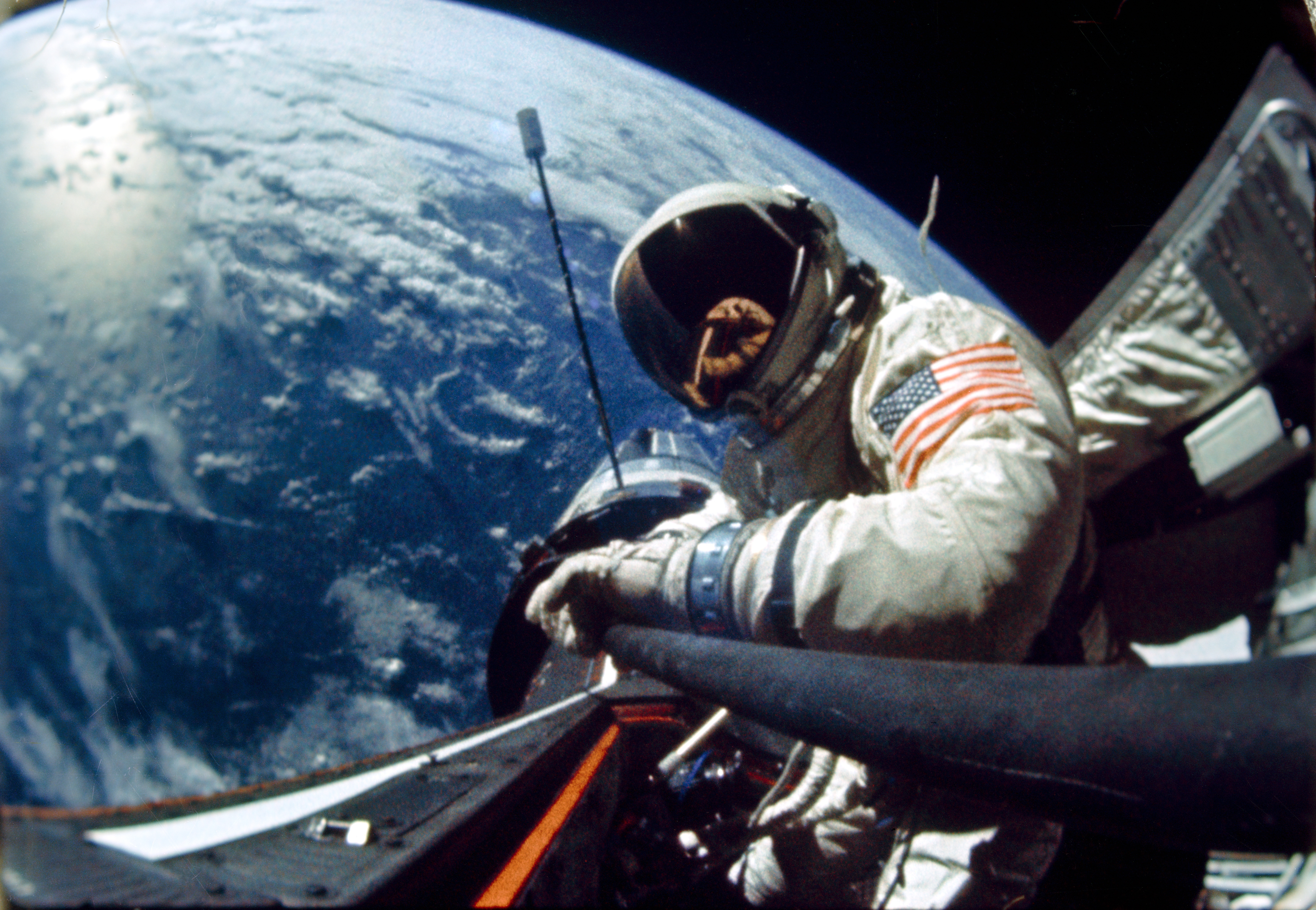
Aldrin durante un'attività extraveicolare mentre orbita intorno alla Terra nel veicolo spaziale Gemini 12

Inizialmente, gli obiettivi della missione Gemini 12 non erano chiari. Essendo l'ultima missione programmata, era principalmente destinata a completare le procedure che non erano state eseguite con successo o completate nelle missioni precedenti. Mentre la NASA aveva provato positivamente la fondamentale manovra di rendezvous durante lo svolgimento del programma, il test di Stabilizzazione a gradiente di gravità su Gemini 11 non aveva avuto successo. L'agenzia spaziale lamenteva, inoltre, alcune preoccupazioni riguardo all'attività extraveicolare (EVA). Cernan su Gemini 9 e Richard Gordon su Gemini 11 avevano accusato un eccessivo affaticamento durante le attività EVA, ma Michael Collins ne aveva portata a termine positivamente una su Gemini 10, suggerendo che l'ordine in cui svolgeva i compiti fosse un fattore importante.
Fu quindi compito di Aldrin completare gli obiettivi riguardanti le EVA del programma Gemini. La NASA formò un comitato per dargli maggiori possibilità di successo. Venne eliminato il test dell'unità di manovra astronautica (AMU) proposto dall'Air Force e che aveva creato problemi a Gordon su Gemini 11, così Aldrin poté concentrarsi sull'attività extraveicolare. La NASA rivedette il programma di addestramento, scegliendo un allenamento subacqueo in piscina invece del volo parabolico. Gli aerei che seguivano una traiettoria parabolica permettevano di fornire agli  agli astronauti un'esperienza di assenza di peso durante l'addestramento, ma vi era una pausa tra ogni parabola di diversi minuti che permetteva di riposarsi. Inoltre, le prove su voli parabolici incoraggiavano a svolgere le attività rapidamente, mentre nello spazio dovevano essere eseguite lentamente e con calma. L'addestramento in un fluido viscoso e galleggiante offriva invece una simulazione migliore. La NASA aggiunse anche ulteriori maniglie sul modulo, passate dalle nove su Gemini 9 alle 44 su Gemini 12, e creò postazioni di lavoro dove Aldrin poteva ancorare i piedi.

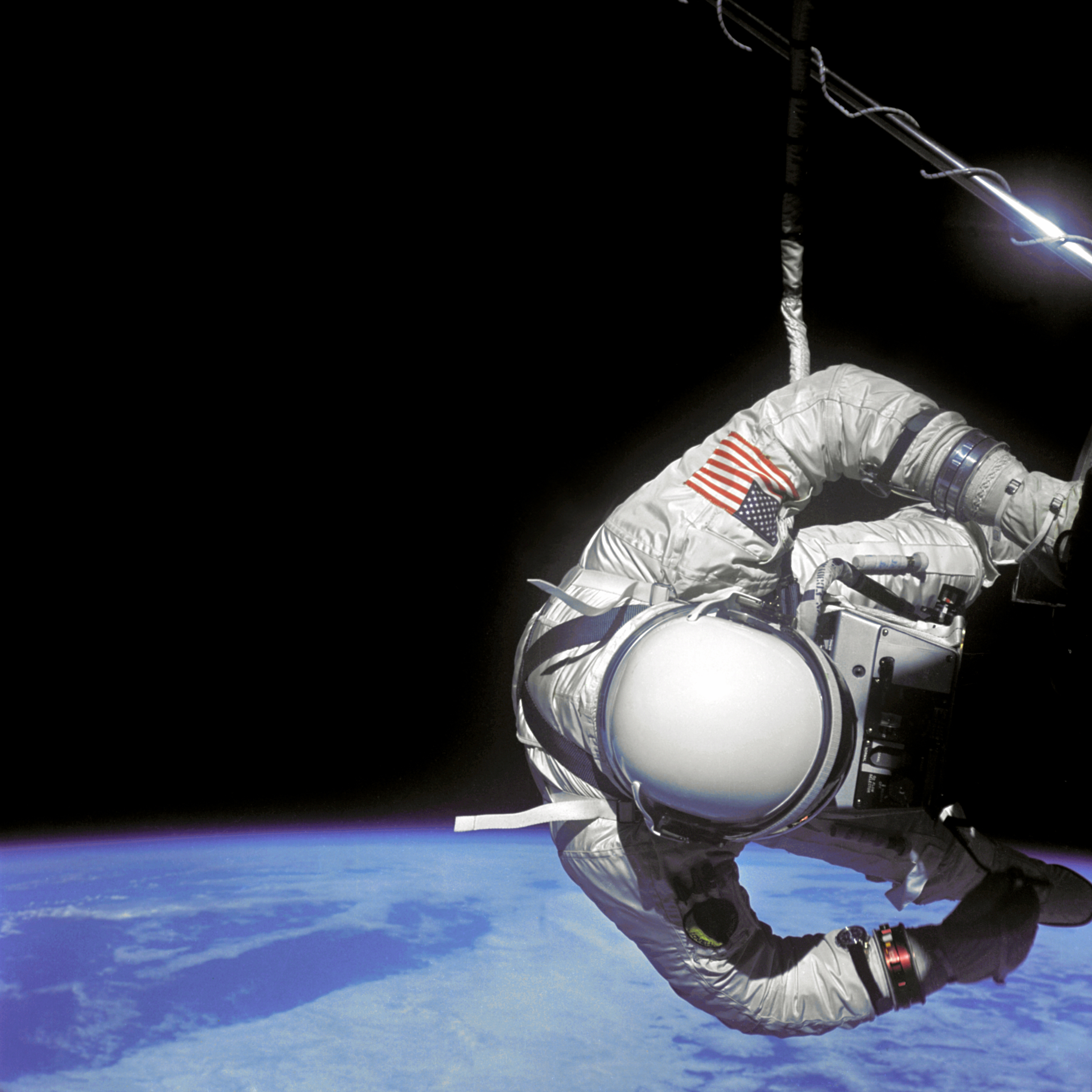
Aldrin accanto alla postazione di lavoro dell'Agena Target Vehicle nel novembre 1966.

Gli obiettivi principali di Gemini 12 furono il rendezvous con un veicolo bersaglio, la sua stabilizzazione a gradiente di gravità, effettuare manovre congiunte usando il sistema di propulsione Agena per cambiare orbita, condurre un esercizio di stazionamento ancorato con cavi e tre attività extraveicolari, e dimostrare una rientro automatico. Gemini 12 portava inoltre a bordo 14 esperimenti scientifici, medici e tecnologici. Non fu una missione pionieristica; il rendezvous dall'alto era già stato eseguito con successo da Gemini 9, e i test con il veicolo ancorato da Gemini 11. Anche la stabilizzazione a gradiente di gravità era stata tentata da Gemini 11, seppur senza successo.
Gemini 12 fu lanciata dal Launch Complex 19 a Cape Canaveral alle 20:46 UTC dell'11 novembre 1966. Il Agena Target Vehicle era stato lanciato circa un’ora e mezza prima. Il primo grande obiettivo della missione era il rendezvous con questo veicolo bersaglio. Mentre l'Agena e la capsula Gemini 12 si avvicinavano, il contatto radar tra i due si deteriorò fino a diventare inutilizzabile, costringendo l’equipaggio a effettuare il rendezvous manualmente. Aldrin utilizzò un sestante e le carte per il rendezvous che aveva contribuito a creare per fornire a Lovell le informazioni necessarie a mettere la capsula in posizione per attraccare al veicolo bersaglio. Gemini 12 realizzò il quarto attracco con un veicolo bersaglio Agena.
Il compito successivo fu praticare nuovamente lo sgancio e l'attracco. Durante lo sgancio, una delle tre serrature si bloccò e Lovell dovette usare i propulsori della Gemini per liberare il veicolo spaziale. Aldrin poi effettuò un nuovo attracco con successo pochi minuti dopo. Il piano di volo prevedeva quindi l'accensione del motore principale di Agena per portare i due veicoli agganciati in un'orbita più alta, ma otto minuti dopo il lancio di Agena si era verificata una perdita di pressione nella camera di combustione. Il Direttore di Missione e il Direttore di Volo decisero quindi di non rischiare accendendo il motore principale. Questo fu l'unico obiettivo della missione che non fu raggiunto. Invece, fu usato il sistema di propulsione secondario di Agena che permise agli astronauti di posizionati in un punto in cui poter osservare l'eclissi solare del 12 novembre 1966 sopra il Sud America, che Lovell e Aldrin fotografarono attraverso i finestrini della navetta.

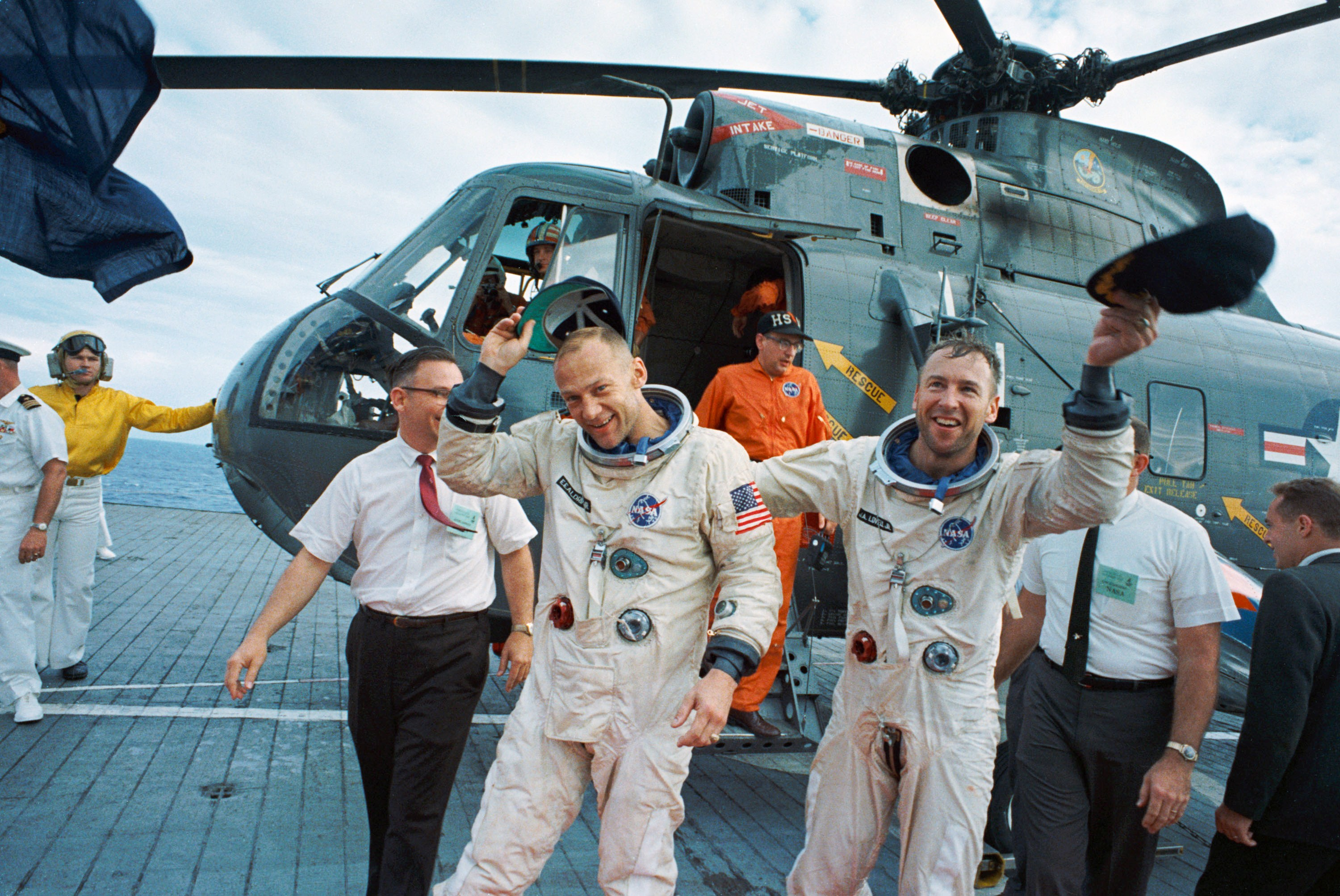
Aldrin e Jim Lovell arrivano sulla portaerei USS Wasp dopo la missione Gemini 12.

Aldrin eseguì tre EVA. La prima fu un EVA stand-up l'12 novembre, in cui la porta della navetta fu aperta e lui si mise in piedi, ma non uscendo completamente dal veicolo. Durante l'EVA stand-up simulò alcune delle azioni che avrebbe eseguito durante l’EVA a corpo libero successiva, così da poter confrontare lo sforzo richiesto tra le due. Stabilì un record di durata di una attività extraveicolari pari a due ore e venti minuti. Il giorno dopo Aldrin effettuò la sua EVA a corpo libero durante la quale si spostò attraverso le maniglie appena installate fino all’Agena e collocò il cavo necessario per l'esperimento di stabilizzazione per gradiente di gravità. Inoltre svolse numerose attività, tra cui l’installazione di connettori elettrici e il test di strumenti che sarebbero serviti per il programma Apollo. Dodici pause della durata di due minuti lo aiutarono a non affaticarsi eccessivamente. Questa sua seconda EVA durò due ore e sei minuti. La terza EVA, di stand-up e della durata di 55 minuti, fu eseguita il 14 novembre, durante la quale Aldrin scattò fotografie, condusse esperimenti e gettò alcuni oggetti non necessari.
Il 15 novembre l’equipaggio attivò il sistema di rientro automatico e ammararò nell’Oceano Atlantico, dove furono recuperati da un elicottero che li portò alla portaerei USS Wasp in attesa. Dopo la missione, sua moglie si rese conto che era caduto in depressione, cosa che non aveva mai notato prima.

### Programma Apollo
Lovell e Aldrin furono assegnati all'equipaggio di riserva di Apollo 9, del programma Apollo, con Neil Armstrong come comandante, Lovell come pilota del modulo di comando (CMP) e Aldrin come pilota del modulo lunare (LMP). A causa di ritardi nella progettazione e produzione del modulo lunare (LM), si decise di scambiare gli equipgi principale e di riserva di Apollo 8 e Apollo 9 così ché l’equipaggio di Armstrong divenne la riserva per Apollo 8. Secondo il normale schema di rotazione degli equipgi, Armstrong avrebbe dovuto comandare Apollo 11.

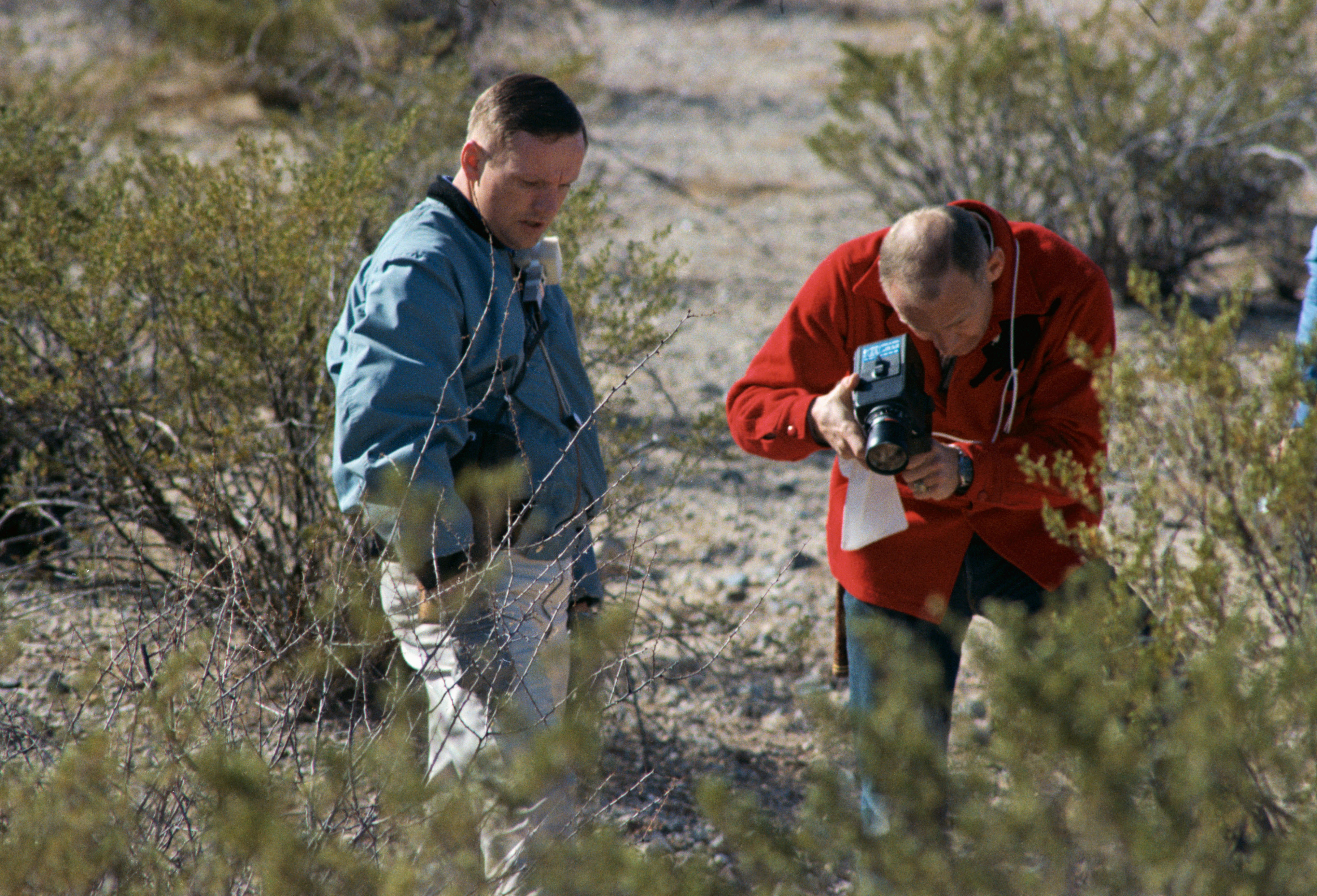
Aldrin fotografa un campione geologico mentre Neil Armstrong osserva.

Michael Collins, il pilota del modulo di comando dell’equipaggio principale di Apollo 8, dovette sottoporsi a un intervento chirurgico per rimuovere un sperone osseo dalla colonna vertebrale e Lovell prese il suo posto nell’equipaggio di Apollo 8. Quando Collins si riprese, si unì all’equipaggio di Armstrong come CMP. Nel frattempo, Fred Haise sostituì come LMP di riserva e Aldrin come CMP di riserva per Apollo 8. Mentre il CMP occupava di solito il sedile centrale al lancio, Aldrin lo occupò al posto di Collins, poiché era già stato addestrato a operare i comandi al decollo prima dell’arrivo di Collins.
Apollo 11 fu la seconda missione spaziale statunitesni composta interamente da astronauti che avevano già volato nello spazio, la prima era stata Apollo 10. La successiva non sarebbe stata effettuata fino a STS-26 del programma Space Shuttle nel 1988. Deke Slayton, responsabile delle assegnazioni di volo degli astronauti, offrì ad Armstrong l’opzione di sostituire Aldrin con Lovell, poiché alcuni ritenevano Aldrin difficile da gestire. Armstrong rifletté per un giorno prima di rifiutare. Non aveva problemi a lavorare con Aldrin e pensava che Lovell meritasse il suo comando.
Le prime versioni della checklist per l’attività extraveicolare prevedevano che il pilota del modulo lunare fosse il primo a mettere piede sulla superficie lunare. Tuttavia, quando Aldrin venne a sapere che questo poteva essere modificato, fece pressioni all’interno della NASA affinché fosse seguito il procedimento originale. Molti fattori contribuirono alla decisione finale, inclusa la disposizione fisica degli astronauti all’interno del compatto modulo lunare, che rendeva più facile per Armstrong uscire per primo dal veicolo. Inoltre, tra gli astronauti anziani che avrebbero comandato le missioni Apollo successive, vi fu poco sostegno per le opinioni di Aldrin. Collins ha commentato che secondo lui Aldrin "rimpiange di non essere stato il primo sulla Luna più di quanto apprezzi essere stato il secondo".
Aldrin e Armstrong non ebbero molto tempo per un addestramento geologico approfondito. Il primo allunaggio si concentrò più sulla discesa e sul ritorno sicuro sulla Terra piuttosto che sugli aspetti scientifici della missione. I due furono comunque istruiti da geologi della NASA e dell'USGS. Effettuarono però un solo viaggio geologico sul campo in West Texas. La stampa li seguì e la presenza di un elicottero rese difficoltoso per Aldrin e Armstrong sentire le parole dell'istruttore.

#### Apollo 11
La mattina del 16 luglio 1969, circa un milione di spettatori assistette al lancio della missione Apollo 11 dalle autostrade e dalle spiagge nei dintorni di Cape Canaveral, in Florida. Il lancio fu trasmesso in diretta in 33 paesi, con circa 25 milioni di spettatori solo negli Stati Uniti. Milioni di altre persone seguirono le trasmissioni radiofoniche. Spinto da un razzo Saturn V, Apollo 11 decollò dal Launch Complex 39 del Kennedy Space Center alle 13:32:00 UTC (9:32:00 EDT) del 16 luglio 1969, e entrò in orbita terrestre dodici minuti dopo. Dopo un’orbita e mezza, il motore del terzo stadio S-IVB spinse il veicolo spaziale verso la traiettoria di inserzione lunare. Circa trenta minuti dopo fu eseguita la manovra di transposition, docking, and extraction: questa prevedeva la separazione del modulo di comando Columbia dallo stadio S-IVB ormai esausto; la rotazione di 180°; l’attracco e l’estrazione del modulo lunare Eagle. Il veicolo spaziale combinato, quindi, si diresse verso la Luna, mentre lo stadio S-IVB proseguì su una traiettoria che l'avrebbe oltrepassata.

Aldrin cammina sulla superficie lunare durante Apollo 11. Fotografia scattata da Neil Armstrong, il cui riflesso si vede nella visiera di Aldrin.

Il 19 luglio alle 17:21:50 UTC, Apollo 11 passò dietro la Luna e accese il motore di servizio per entrare in orbita lunare. Nelle trenta orbite successive, l’equipaggio poté osservare il sito di atterraggio nella parte meridionale del Mare della Tranquillità circa 12 miglia (19 km) a sud-ovest del cratere Sabine D. Alle 12:52:00 UTC del 20 luglio, Aldrin e Armstrong entrarono in Eagle e iniziarono le preparazioni finali per la discesa verso la superficie lunare. Alle 17:44:00 Eagle si separò da Columbia. Collins, rimasto da solo a bordo di Columbia, ispezionò Eagle mentre ruotava davanti a lui per assicurarsi che fosse integro e che il carrello di atterraggio fosse correttamente dispiegato.
Durante la discesa, Aldrin comunicò i dati di navigazione ad Armstrong, che era impegnato a pilotare il modulo lunare Eagle. Cinque minuti dopo l’accensione del motore di discesa, e a circa 6 000 piedi (1 800 m) dalla superficie lunare, il computer di guida avvisò l’equipaggio con il primo di diversi allarmi imprevisti che indicavano che non riusciva a completare tutte le sue operazioni in tempo reale e doveva posticiparne alcune. A causa degli allarmi di programma 1202/1201 generati da input errati del radar di rendezvous al computer, Armstrong dovette atterrare manualmente invece di utilizzare l’autopilota del computer. Eagle toccò la Luna alle 20:17:40 UTC di domenica 20 luglio con solo circa 25 secondi di carburante residuo.
Come anziano presbiteriano, Aldrin fu la prima e unica persona a tenere una cerimonia religiosa sulla Luna. Trasmise dalla radio sulla Terra: "Vorrei cogliere questa opportunità per chiedere a ogni persona che ci sta ascoltando, chiunque e ovunque essa sia, di fermarsi un momento a contemplare gli eventi delle ultime ore, e di dare grazie a modo proprio." Usando un kit donatogli dal suo pastore, prese la comunione e lesse le parole di Gesù dal Nuovo Testamento, Giovanni 15:5, così come Aldrin le riporta: "Io sono la vite; voi siete i tralci. Chi rimane in me e io in lui, porta molto frutto; perché senza di me non potete far nulla." Tuttavia mantenne segreta questa cerimonia a causa di una causa legale ancora risalente alla lettura della Genesi avvenuta su Apollo 8. Nel 1970 commentò: "Fu interessante pensare che il primo liquido versato sulla Luna, e il primo cibo lì consumato, furono elementi della comunione."
In una riflessione proposta nel suo libro del 2009, Aldrin disse: «Forse, se potessi rifare tutto da capo, non sceglierei di celebrare la comunione. Anche se fu un'esperienza profondamente significativa per me, era un sacramento cristiano, e noi eravamo arrivati sulla Luna nel nome di tutta l'umanità — siano essi cristiani, ebrei, musulmani, animisti, agnostici o atei. Ma in quel momento non riuscivo a pensare a un modo migliore per riconoscere l'enormità dell'esperienza Apollo 11 che ringraziare Dio.» Poco dopo, durante il viaggio di ritorno verso la Terra, Aldrin trovò un riferimento più universalmente umano trasmettendo pubblicamente la lettura del Salmo 8:3–4 dell'Antico Testamento, come egli stesso riporta: «Quando consideravo i cieli, l'opera delle tue dita, la luna e le stelle che hai ordinato, che cos'è l'uomo perché te ne ricordi?»

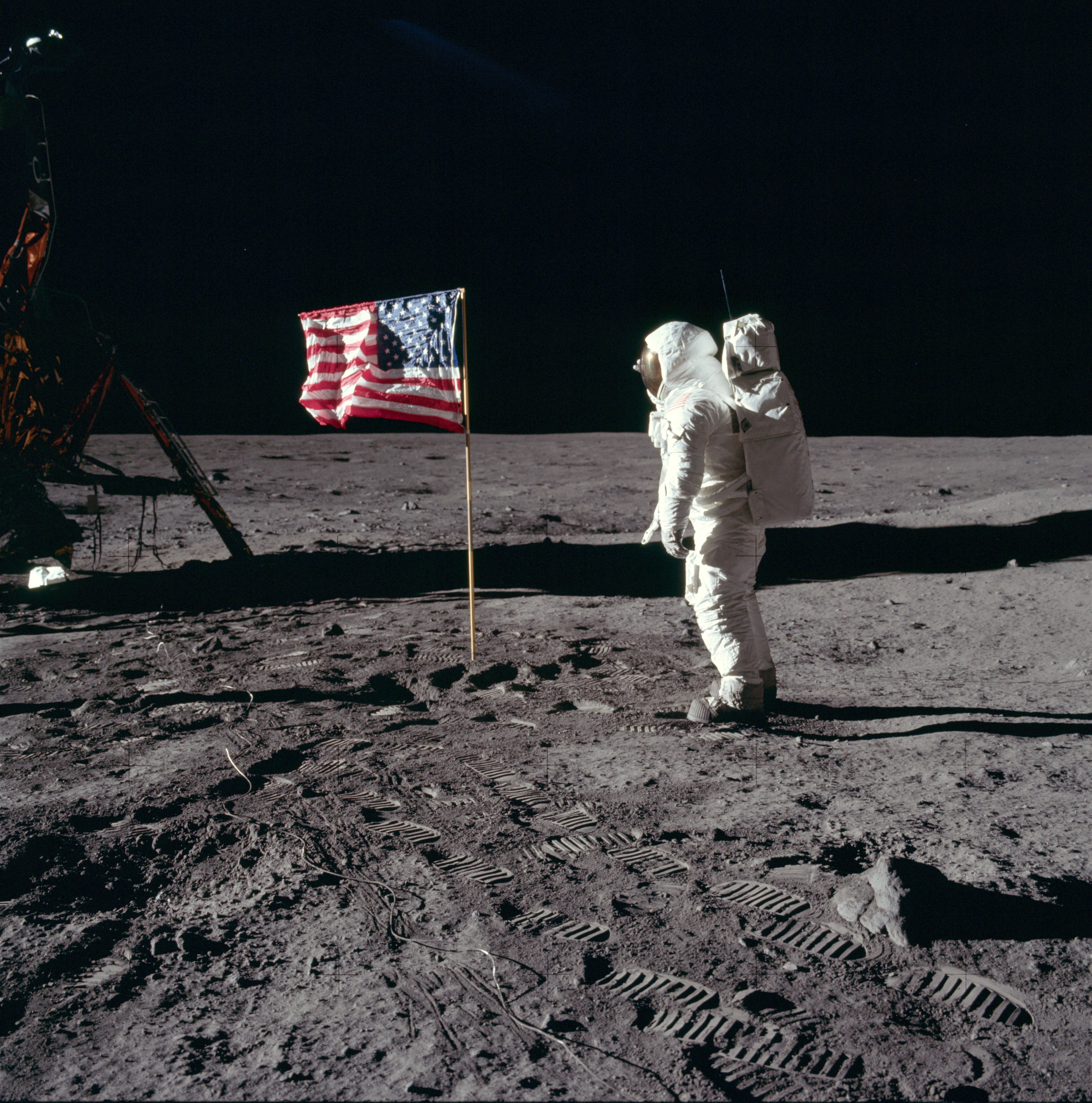
Aldrin saluta la bandiera degli Stati Uniti d'America

I preparativi per la passeggiata lunare iniziarono alle 23:43. Quando Armstrong e Aldrin furono pronti per uscire, Eagle fu depressurizzato e il portellone venne aperto alle 02:39:33 del 21 luglio. Aldrin mise piede sulla Luna alle 03:15:16 UTC del 21 luglio 1969, diciannove minuti dopo Armstrong. Armstrong e Aldrin divennero rispettivamente la prima e la seconda persona a camminare sulla Luna. Le prime parole di Aldrin dopo aver messo piede sulla Luna furono "Bella vista", a cui Armstrong rispose "Non è qualcosa di incredibile? Uno spettacolo magnifico quaggiù." Aldrin replicò, "Magnifica desolazione." Aldrin e Armstrong ebbero difficoltà a posizionare la bandiera degli Stati Uniti d'America, ma con qualche sforzo la fissarono alla superficie. Aldrin salutò la bandiera mentre Armstrong fotografava la scena. Aldrin si posizionò davanti alla videocamera e iniziò a sperimentare diversi metodi per muoversi sulla superficie lunare, per aiutare i futuri astronauti. Durante questi esperimenti, il presidente Nixon chiamò i due per congratularsi. Nixon concluse con: "Grazie mille, e tutti noi aspettiamo di vedervi sulla Hornet giovedì." Aldrin rispose: "Non vedo l'ora, signore."

Impronta di scarpa lunare di Aldrin, foto scattata da lui il 21 luglio 1969

Dopo la chiamata, Aldrin iniziò a fotografare e ispezionare il modulo lunare per documentarne e verificarne le condizioni prima del decollo. I due installarono poi un sismometro per rilevare i terremoti lunari, e un riflettore laser. Mentre Armstrong ispezionava un cratere, Aldrin affrontò il difficile compito di piantare un tubo metallico nel suolo per ottenere un campione in profondità. La maggior parte delle fotografie iconiche di un astronauta sulla Luna scattate dagli astronauti dell'Apollo 11 ritraggono Aldrin; Armstrong appare in appena due foto a colori. "Man mano che la sequenza delle operazioni lunari si evolveva," spiegò Aldrin, "Neil aveva la macchina fotografica la maggior parte del tempo, e la maggior parte delle foto che ritraggono un astronauta sulla Luna sono di me. Ci rendemmo conto solo una volta tornati sulla Terra e al Lunar Receiving Laboratory che c'erano poche foto di Neil. Colpa mia forse, ma non l'avevamo mai simulato durante l'addestramento."
Aldrin rientrò per primo nell’Eagle ma, come racconta, prima di salire la scaletta del modulo, fu la prima persona a urinare sulla Luna. Con qualche difficoltà i due astronauti sollevarono le pellicole e le due scatole di campioni contenenti 21,55 chilogrammi di materiale lunare fino al portellone usando una puleggia a cavo piatto. Armstrong ricordò ad Aldrin un sacchetto con oggetti commemorativi nella tasca della manica, e Aldrin lo gettò giù. Conteneva una patch della missione Apollo 1 che non aveva mai volato a causa di un catastrofico incendio durante la prova di lancio; medaglioni commemorativi di Jurij Gagarin, il primo uomo nello spazio (morto l'anno prima in un incidente di volo), e di Vladimir Komarov, il primo uomo a morire in un volo spaziale durante la missione Soyuz 1; e un disco di silicio inciso con messaggi di buona volontà da 73 nazioni. Dopo aver trasferito il supporto vitale del modulo di ascesa, i due alleggerirono il modulo per il ritorno in orbita lunare gettando zaini, copriscarpe lunari, una macchina fotografica Hasselblad vuota e altro equipgiamento. Il portellone fu chiuso nuovamente alle 05:01, fu ripristinata la pressione nel modulo e Aldrine e Armstrong si prepararono per dormire.

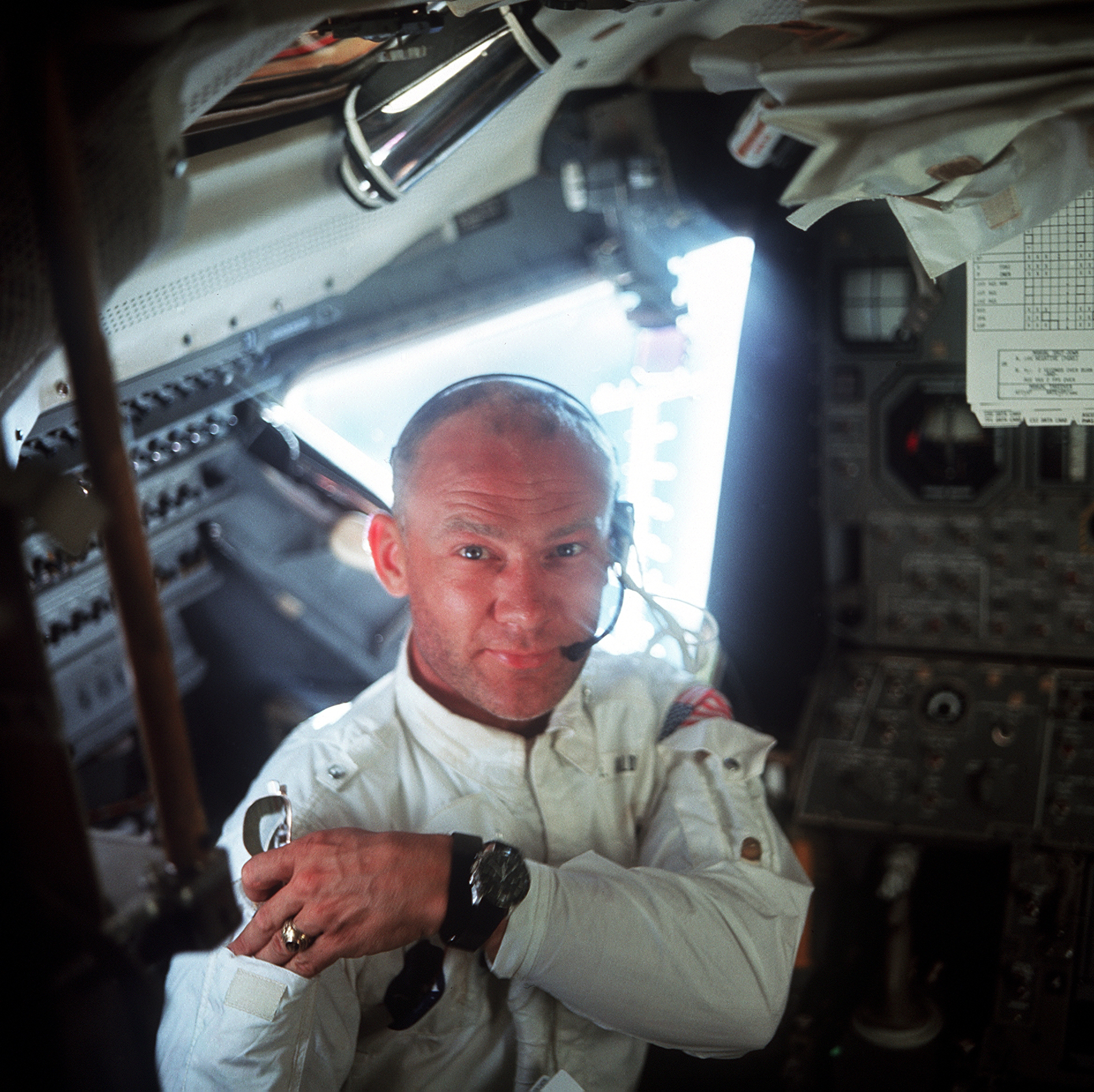
Aldrin nel modulo lunare

Alle 17:54 UTC decollarono con il modulo di ascesa per raggiungere Collins a bordo del Columbia rimasto in orbita lunare. Dopo l'incontro e il trasferimento dei due, il modulo di ascesa fu abbandonato in orbita lunare e il Columbia iniziò il suo viaggio di ritrono verso la Terra. L'ammaraggio avvenne nel Pacifico a 2660 chilometri a est di Wake Island alle 16:50 UTC (05:50 ora locale) del 24 luglio. La durata totale della missione fu di 195 ore, 18 minuti e 35 secondi.
Per precauzione contro un possibile, sebbene remoto, trasporto di patogeni dalla superficie lunare ai sub incaricati del recupero degli astronauti furono consegnate delle tute di isolamento biologico da far indossare all'equipaggio. Gli astronauti furono quindi issati a bordo dell'elicottero di recupero e trasportati sulla portaerei USS Hornet, dove trascorsero la prima parte dei 21 giorni di quarantena prevista. Il 13 agosto, i tre furono protagonisti di parate con coriandoli in loro onore a New York e Chicago, con una folla stimata di sei milioni di persone ad applaudirli. Quella sera, un banchetto ufficiale a Los Angeles celebrò il volo. Il presidente Richard Nixon onorò ciascuno con il più alto riconoscimento civile americano, la Presidential Medal of Freedom (con distinzione).
Il 16 settembre 1969 gli astronauti si rivolsero a una sessione congiunta del Congresso ringraziando per il supporto ricevuto e sollecitando il continuo finanziamento del programma spaziale. Il 29 settembre partirono per un tour mondiale di 38 giorni in 22 paesi stranieri con visite ai leader di molte nazioni. L'ultima tappa includeva Australia, Corea del Sud e Giappone; il ritorno negli Stati Uniti fu il 5 novembre 1969.
Dopo Apollo 11, Aldrin fu impegnato in discorsi e apparizioni pubbliche. Nell'ottobre 1970 si unì ai cosmonauti sovietici Andriyan Nikolayev e Vitaly Sevastyanov nella loro visita dei centri spaziali NASA. Partecipò anche alla progettazione dello Space Shuttle. Con la fine del programma Apollo, Aldrin, ormai colonnello, vide poche prospettive alla NASA e decise di tornare all'Aeronautica Militare il 1º luglio 1971. Durante la sua carriera da astronauta, trascorse 289 ore e 53 minuti nello spazio, di cui 7 ore e 52 minuti in attività extraveicolari.

### Anni successivi

#### Scuola per piloti di ricerca aerospaziale

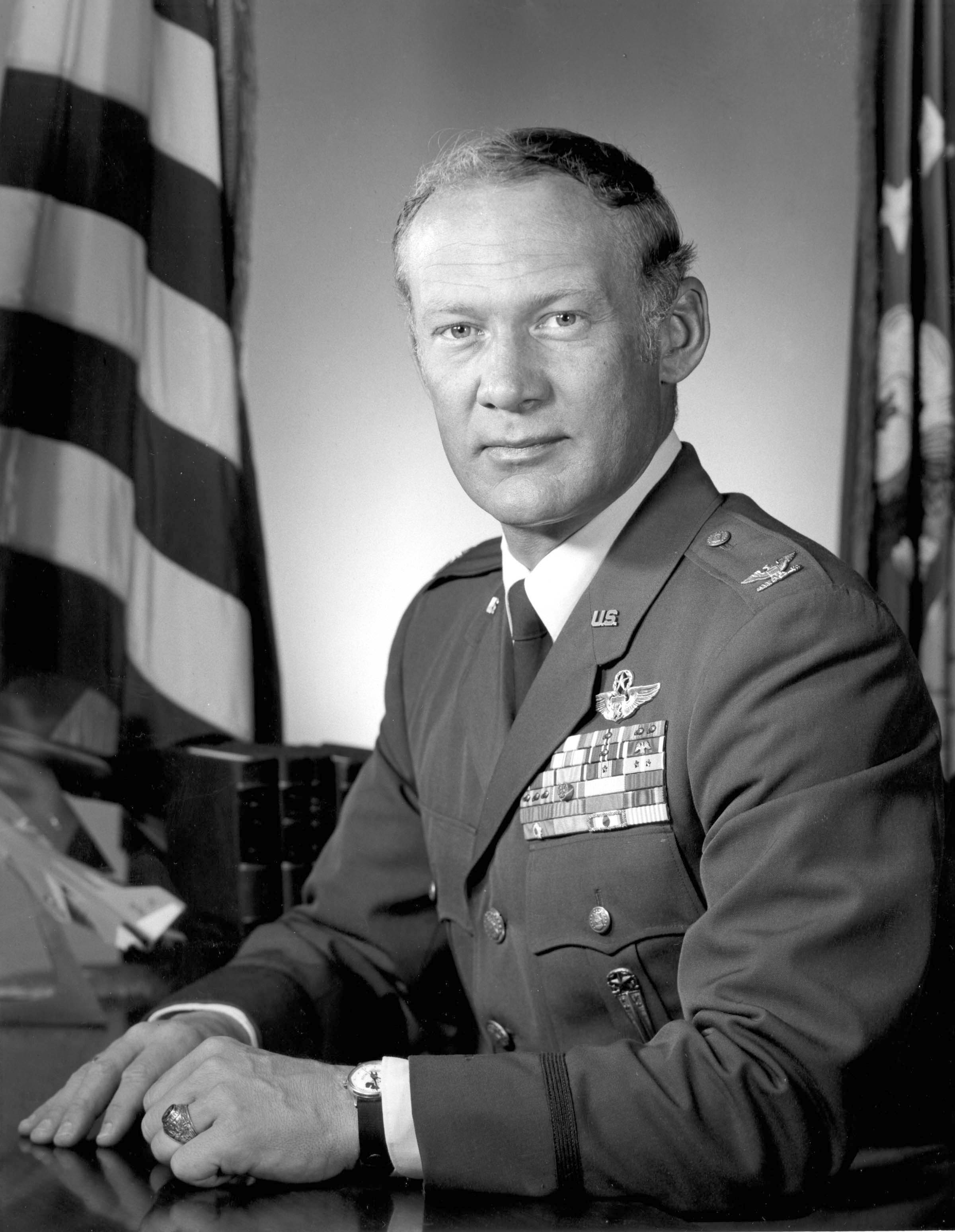
Aldrin come comandante della USAF Aerospace Research Pilot School

Aldrin sperava di diventare Comandante dei Cadetti presso la United States Air Force Academy, ma l’incarico andò al suo compno di classe di West Point Hoyt S. Vandenberg Jr.. Fu invece nominato Comandante della USAF Aerospace Research Pilot School alla Edwards Air Force Base, in California. Aldrin non aveva né esperienza manageriale né come pilota collaudatore, ma un terzo del programma di addestramento era dedicato alla formazione dei futuri astronauti e gli allievi volavano con un F-104 Starfighter modificato per raggiungere il limite dello spazio. Secondo il suo collega astronauta Alan Bean, Aldrin era ben qualificato per l’incarico.
Aldrin non andava molto d’accordo con il suo superiore, il Brigadiere Generale Robert Michael White, che aveva ottenuto le sue ali da astronauta USAF volando con l’X-15. La celebrità di cui godeva Aldrin faceva sì che le persone gli dessero più deferenza rispetto allo stesso generale. Ci furono due incidenti a Edwards, che coinvolsero un A-7 Corsair II e un Lockheed T-33 Shooting Star. Non ci furono vittime, ma gli aerei furono distrutti e gli incidenti furono attribuiti a una supervisione insufficiente, il che fece ricadere la colpa su Aldrin. Quello che sperava sarebbe stato un incarico piacevole divenne un lavoro altamente stressante.
Aldrin si rivolse al medico della base. Oltre a segni di depressione, soffriva di dolori al collo e alle spalle, e sperava che questi ultimi potessero spiegare i primi. Fu ricoverato per depressione al Wilford Hall Medical Center per quattro settimane. Sua madre si era suicidata nel maggio 1968, e lui era tormentato dal senso di colpa, credendo che la sua fama dopo la Gemini 12 avesse contribuito a ciò. Anche il padre di sua madre si era suicidato, e Aldrin riteneva di aver ereditato la depressione da loro. All’epoca vi era un forte stigma legato alle malattie mentali e lui era consapevole che ciò non solo poteva porre fine alla sua carriera, ma anche portare a un suo isolamento sociale.
Nel febbraio 1972, il Generale George Scratchley Brown fece visita a Edwards e informò Aldrin che la USAF Aerospace Research Pilot School stava per essere rinominata USAF Test Pilot School e che l’addestramento degli astronauti sarebbe stato eliminato. Con il programma Apollo in fase di conclusione e i bilanci dell’Aeronautica in riduzione, l’interesse dell’Air Force per lo spazio era diminuito. Aldrin scelse di ritirarsi con il grado di colonnello il 1º marzo 1972, dopo 21 anni di servizio. Suo padre e il Generale Jimmy Doolittle, suo stretto amico, parteciparono alla cerimonia ufficiale di congedo.

#### Dopo il pensionamento
Il padre di Aldrin morì il 28 dicembre 1974 a causa di complicazioni successive a un infarto. Nelle sue autobiografie, Return to Earth (1973) e Magnificent Desolation (2009), Aldrin raccontò le sue difficoltà con la depressione clinica e l’alcolismo negli anni successivi all’uscita dalla NASA. Su incoraggiamento di un terapeuta a trovare un lavoro regolare, Aldrin lavorò vendendo auto usate, settore in cui non aveva alcun talento. Periodi di ricovero e di sobrietà si alternarono a fasi di forte consumo di alcol. Alla fine fu arrestato per disturbo della quiete pubblica. Nell’ottobre 1978 smise definitivamente di bere. Aldrin cercò di aiutare altre persone con problemi di alcol, tra cui l’attore William Holden. La fidanzata di Holden, Stefanie Powers, aveva interpretato Marianne, una donna con cui Aldrin aveva avuto una relazione, nel film TV del 1976 tratto da Return to Earth Aldrin rimase rattristato dalla morte di Holden, legata all’alcol, nel 1981.

### Incidente con Bart Sibrel
Il 9 settembre 2002, Aldrin fu attirato in un hotel di Beverly Hills, in California con il pretesto di essere intervistato per un programma televisivo giapponese per bambini sul tema dello spazio. All’arrivo, il teorico del complotto sullo sbarco lunare Bart Sibrel lo affrontò con una troupe cinematografica, esigendo che giurasse sulla Bibbia che gli sbarchi lunari fossero avvenuti veramente. Dopo un breve confronto, durante il quale Sibrel seguì Aldrin nonostante gli fosse stato detto di lasciarlo in pace e lo definì “codardo, bugiardo e ladro”, il 72 enne Aldrin colpì Sibrel con un pugno alla mascella, gesto ripreso dalle telecamere della troupe di Sibrel. Aldrin dichiarò di aver agito per difendersi lui e la sua figliastra. Testimoni riferirono che Sibrel aveva pungolato Aldrin con una Bibbia in modo aggressivo. Fattori mitiganti furono che Sibrel non riportò ferite visibili né cercò assistenza medica e che Aldrin non aveva precedenti penali. La polizia decise di non accusare Aldrin, e il vice procuratore distrettuale dell’ufficio di Beverly Hills dichiarò che Sibrel lo aveva provocato.

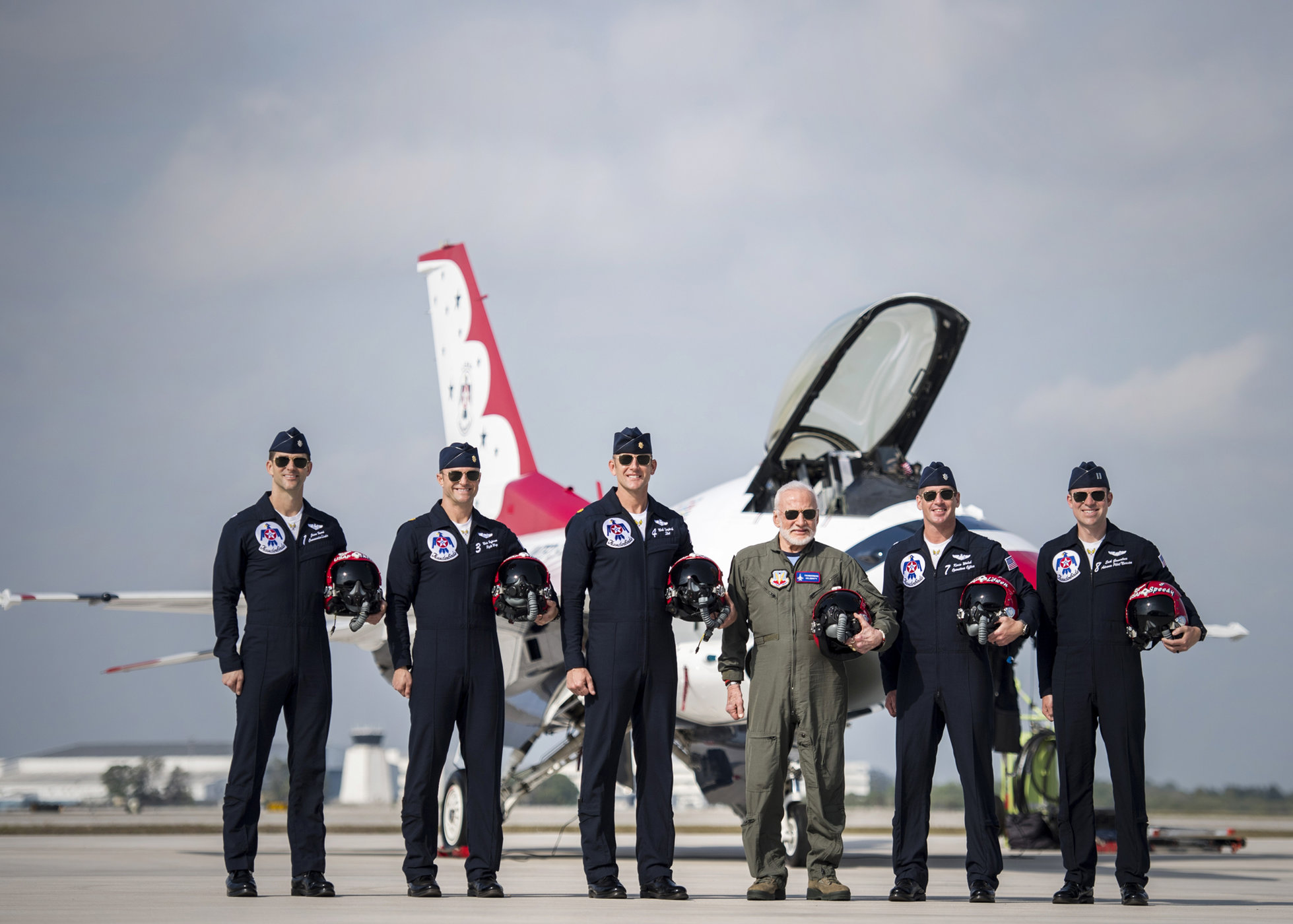
I piloti degli USAF Thunderbirds posano per una foto con Aldrin prima del suo volo a uno spettacolo aereo a Melbourne, Florida, il 2 aprile 2017. Aldrin divenne la persona più anziana a volare con i Thunderbirds.

### Avvistamento pannello adattatore staccato
Nel 2005, durante un’intervista per un documentario del Science Channel intitolato First on the Moon: The Untold Story, Aldrin dichiarò a un intervistatore che l’equipaggio di Apollo 11 aveva visto un oggetto volante non identificato (UFO). I produttori del documentario omisero la conclusione degli astronauti che probabilmente si trattava di uno dei quattro pannelli adattatori dello stadio superiore del razzo Saturn V, che erano stati staccati prima della manovra di separazione e avevano seguito da vicino la navicella fino alla prima correzione di rotta in mezzo al viaggio. Quando Aldrin apparve in The Howard Stern Show il 15 agosto 2007, Stern gli chiese dell’avvistamento UFO. Aldrin confermò che non vi era stato alcun avvistamento di qualcosa di ritenuto extraterrestre e disse che erano “al 99,9 percento” sicuri che l’oggetto fosse il pannello staccato. Secondo Aldrin le sue parole erano state estrapolate dal contesto. Fece richiesta allo Science Channel di una correzione, ma gli fu negata.

### Spedizione polare
Nel dicembre 2016, Aldrin faceva parte di un gruppo turistico in visita alla Stazione Amundsen-Scott al Polo Sud in Antartide quando si ammalò ed fu evacuato, prima alla Stazione McMurdo e poi a Christchurch, Nuova Zelanda. All’età di 86 anni, la sua visita fece di lui la persona più anziana ad aver raggiunto il Polo Sud. Aveva già visitato il Polo Nord nel 1998.

## Vita privata

### Matrimoni e figli

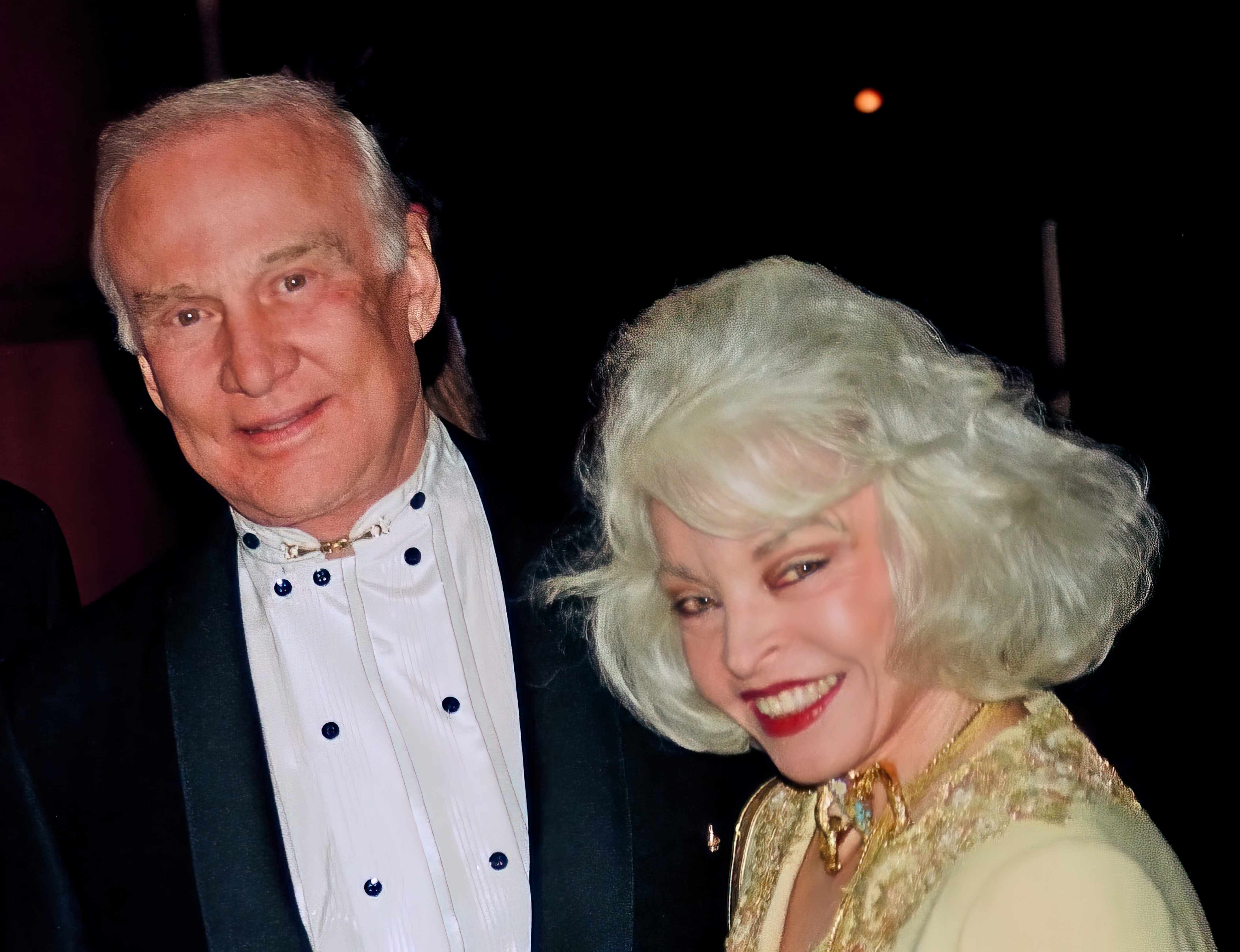
Aldrin nel 2001 con la terza moglie Lois

Aldrin è stato sposato quattro volte. Il suo primo matrimonio fu il 29 dicembre 1954 con Joan Archer, una studentessa della Rutgers University e della Columbia University con un master. Hanno avuto tre figli, James, Janice e Andrew. Hanno chiesto il divorzio nel 1974.
Il secondo matrimonio è stato con Beverly Van Zile, che ha sposato il 31 dicembre 1975, e ha divorziato nel 1978. Il terzo è stato con Lois Driggs Cannon, con cui si è sposato il 14 febbraio 1988. Il loro divorzio è stato finalizzato nel dicembre 2012. L'accordo includeva il 50 percento del loro conto bancario di 475 000 dollari e 9 500 dollari al mese più il 30 percento del suo reddito annuo, stimato in oltre 600 000 dollari. A partire dal 2017, ha un nipote, Jeffrey Schuss, nato da sua figlia Janice, tre pronipoti e una pronipote.
Nel 2018, Aldrin è stato coinvolto in una controversia legale con i suoi figli Andrew e Janice e l'ex manager aziendale Christina Korp per le loro affermazioni secondo cui era mentalmente compromesso a causa della demenza e della malattia di Alzheimer. I suoi figli hanno affermato di aver fatto nuove amicizie che lo stavano alienando dalla famiglia e incoraggiandolo a spendere i suoi risparmi a un ritmo elevato. Hanno cercato di essere nominati tutori legali in modo da poter controllare le sue finanze. A giugno, Aldrin ha intentato una causa contro Andrew, Janice, Korp e le imprese e le fondazioni gestite dalla famiglia. Aldrin ha affermato che Janice non agiva nei suoi interessi finanziari e che Korp stava sfruttando gli anziani. Ha cercato di rimuovere il controllo di Andrew sugli account, sulle finanze e sulle attività dei social media di Aldrin.
La situazione si è conclusa quando i suoi figli hanno ritirato la petizione e lui ha archiviato la causa nel marzo 2019, diversi mesi prima del 50º anniversario della missione Apollo 11.
Il 20 gennaio 2023, giorno del suo 93º compleanno, Aldrin ha annunciato su Twitter di essersi sposato per la quarta volta con la sua compna di 63 anni, la dottoressa Anca Faur.
In un suo libro, oltre che in diversi articoli e interviste, ha ammesso di soffrire di aracnofobia, rivelando come, durante una delle sue missioni NASA, si sia trovato a dover affrontare la sua paura quando un ragno si trovò in una navetta spaziale.

### Religione e politica
Da sempre apertamente conservatore, è un sostenitore del Partito Repubblicano.
Di confessione presbiteriana, quando ebbe terminato la missione Apollo 11, che lo portò fino a calpestare il suolo lunare, recitò in diretta televisiva i versetti 4 e 5 del Salmo 8. Nella stessa missione, egli celebrò anche la comunione nello spazio.

### Massoneria
Buzz Aldrin è stato il primo massone a mettere piede sulla Luna. Fu iniziato alla massoneria presso la Oak Park Lodge n. 864 in Alabama e elevato alla Lawrence N. Greenleaf Lodge n. 169 in Colorado.
Al momento in cui Aldrin mise piede sulla superficie lunare, era membro di due logge massoniche: la Montclair Lodge n. 144 nel New Jersey e la Clear Lake Lodge n. 1417 a Seabrook, in Texas, dove fu invitato a far parte dell'Alto Consiglio e fu ordinato al 33º grado dell'Antico e Accettato Rito Scozzese.
Aldrin è anche membro del Rito di York e dell'Arabia Shrine Temple di Houston.

## Onorificenze

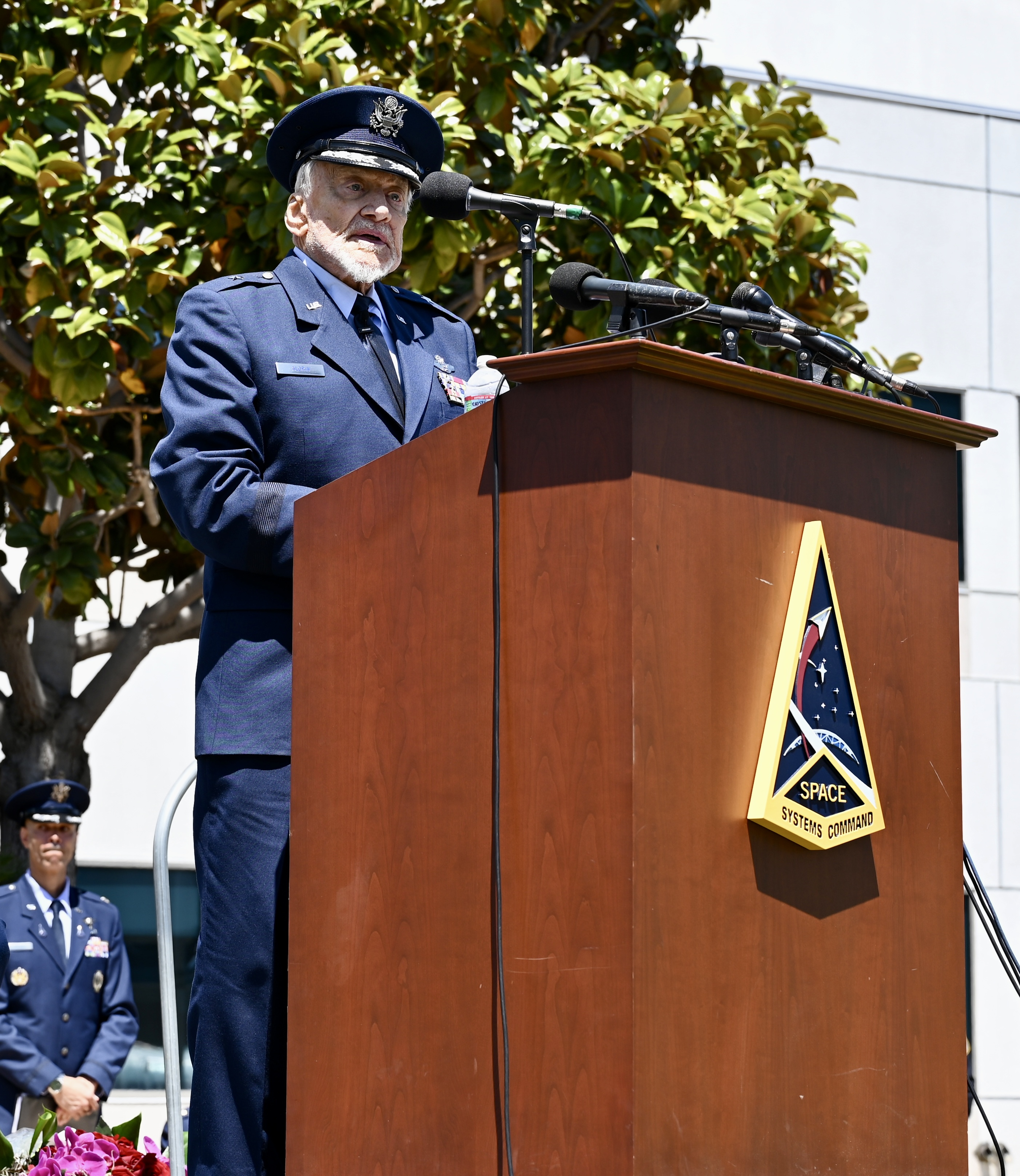
Aldrin si rivolge alla folla durante la cerimonia della sua promozione onoraria a brigadier generale

Aldrin ricevette la Air Force Distinguished Service Medal (DSM) nel 1969 per il suo ruolo di pilota del modulo lunare su Apollo 11. Nel 1972 gli fu conferita una oak leaf cluster in sostituzione di una seconda DSM per il suo ruolo sia nella Guerra di Corea che nel programma spaziale, e la Legion of Merit per il suo ruolo nei programmi Gemini e Apollo. Durante una cerimonia nel 1966 che segnava la fine del programma Gemini, Aldrin ricevette la NASA Exceptional Service Medal dal Presidente Johnson presso il ranch LBJ. Nel 1970 gli fu conferita la NASA Distinguished Service Medal per la missione Apollo 11. Aldrin fu uno dei dieci astronauti Gemini introdotti nella International Space Hall of Fame nel 1982. Fu anche inserito nella U.S. Astronaut Hall of Fame nel 1993, nella National Aviation Hall of Fame nel 2000, e nella New Jersey Hall of Fame nel 2008.
Il personaggio Buzz Lightyear del franchise Toy Story fu chiamato in onore di Buzz Aldrin.
Nel 1999, durante la celebrazione del 30º anniversario dello sbarco lunare, il vicepresidente Al Gore, che era anche vice-cancelliere del Board of Regents dello Smithsonian Institution, consegnò all’equipaggio di Apollo 11 la Langley Gold Medal dello Smithsonian Institution per l'aviazione. Dopo la cerimonia, l’equipaggio si recò alla Casa Bianca e consegnò al Presidente Bill Clinton un campione di roccia lunare. L’equipaggio di Apollo 11 ricevette la Congressional Gold Medal New Frontier nella Rotonda del Campidoglio nel 2011. Durante la cerimonia, l’amministratore NASA Charles Bolden dichiarò: "Coloro di noi che hanno avuto il privilegio di volare nello spazio hanno seguito la strada che hanno tracciato loro."

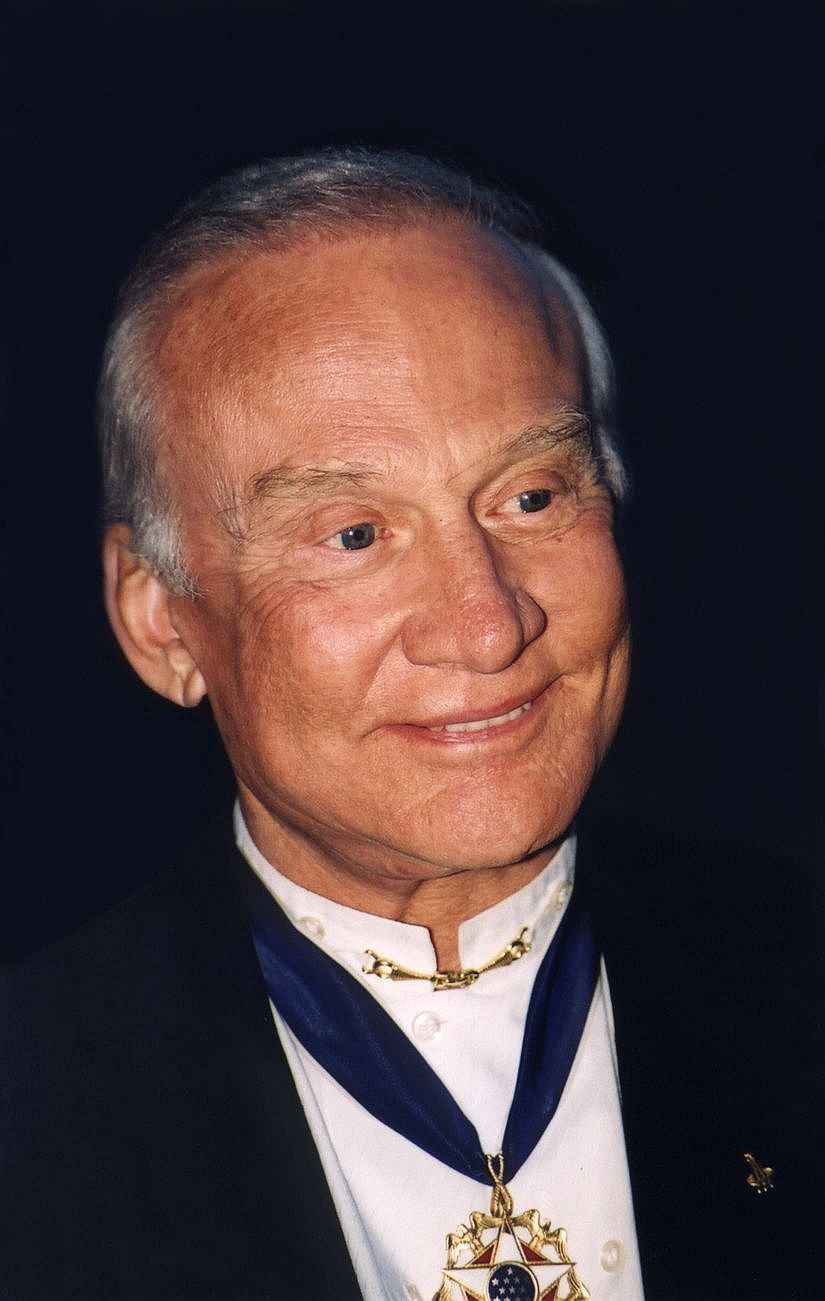
Aldrin nel 2001 con la Presidential Medal of Freedom ricevuta nel 1969

L’equipaggio di Apollo 11 ricevette il Collier Trophy nel 1969. Il presidente della National Aeronautic Association consegnò una copia del trofeo a Collins e Aldrin durante una cerimonia. L’equipaggio ricevette anche il 1969 General Thomas D. White USAF Space Trophy. Il National Space Club nominò l’equipaggio vincitore del Dr. Robert H. Goddard Memorial Trophy 1970, premio annuale per il più grande risultato nei voli spaziali. Ricevettero il premio internazionale Harmon Trophy per aviatore nel 1970, consegnatigli dal vicepresidente Spiro Agnew nel 1971. Agnew consegnò loro anche la Hubbard Medal della National Geographic Society nel 1970, dicendo: "Avete conquistato un posto accanto a Cristoforo Colombo nella storia americana". Nel 1970, l'equipaggio dell'Apollo 11 fu co-vincitore del premio Iven C. Kincheloe dalla Society of Experimental Test Pilots insieme a Darryl Greenamyer, che stabilì il record mondiale di velocità per aeroplani a motore a pistoni. Per contributi all’industria televisiva, furono onorati con targhe rotonde sulla Hollywood Walk of Fame.
Nel 2001, il presidente George W. Bush nominò Aldrin nella Commissione sul futuro dell’industria aerospaziale degli Stati Uniti.
Aldrin ricevette nel 2003 l’Humanitarian Award da Variety, the Children's Charity, che, secondo l’organizzazione, «è conferito a un individuo che ha dimostrato una comprensione, empatia e dedizione insolite verso l’umanità».
Nel 2006, la Space Foundation gli conferì il suo più alto riconoscimento, il General James E. Hill Lifetime Space Achievement Award.
Aldrin ricevette lauree honoris causa da sei college e università, e nel 2015 fu nominato Cancelliere della International Space University.
Fu membro del Consiglio dei Governatori della National Space Society, e servì anche come presidente dell’organizzazione.
Nel 2016, la scuola media della sua città natale a Montclair, New Jersey, fu rinominata Buzz Aldrin Middle School.
Il cratere Aldrin sulla Luna, vicino al sito di atterraggio di Apollo 11, e l’asteroide 6470 Aldrin sono stati intitolati in suo onore.
Nel 2019, Aldrin ricevette lo Stephen Hawking Medal for Science Communication per i risultati ottenuti nella sua carriera.
Nel giorno del suo 93º compleanno, fu onorato dai Living Legends of Aviation.
Il 5 maggio 2023 ricevette una promozione onoraria al grado di generale di brigata dell’Aeronautica Militare degli Stati Uniti, oltre a essere nominato guardiano onorario della Space Force.

## Omaggi
- Come per gli altri membri dell'equipaggio dell'Apollo 11, un piccolo cratere vicino al luogo dell'allunaggio porta il suo nome: gli è stato dedicato anche un asteroide, 6470 Aldrin.